# Россия на «Детском Евровидении — 2016»
Россия участвовала на Детском Евровидении — 2016 12-й раз. Тогда представила София Фисенко и её проект «Живая вода». В итоге заняли 4 место, набрав 202 балла.

## Участник
София Фисенко родилась 12 июня 2002 года. Участвовала в 2014 году в шоу «Один в один», а также принимала участие в первом сезоне в шоу «Голос Дети». Ранее в 2013 году принимала участие на национальном отборе на Детское Евровидение 2013, но заняла лишь 3 место.

## Перед Детским Евровидением
30 мая начался приём заявок от желающих принять участие в отборе. 15 августа состоялся финал отбора, в котором приняло участие 16 исполнителей и который впервые прошёл в Артеке.
Победитель определялся по сумме голосов от результатов интернет-голосования и оценок профессионального жюри. В состав жюри конкурса вошли Игорь Крутой, Лев Лещенко, Филипп Киркоров, Ирина Дубцова, Евгений Крылатов и участник Детского Евровидения 2015 Миша Смирнов.
По результатам отбора победила Софья Фисенко, набравшая максимально возможное количество баллов.
| №  | Исполнитель                              | Песня                    | Баллы | Место |
| -- | ---------------------------------------- | ------------------------ | ----- | ----- |
| 01 | Юлия Асессорова (13 лет, Оренбург)       | «Я не боюсь!»            | 24    | 4     |
| 02 | Лилия Вердиян (12 лет, Краснодар)        | «Get Funky»              | 18    | 8     |
| 03 | Софья Пастушкова (13 лет, Москва)        | «Поверь в себя»          | 12    | 14    |
| 04 | Софья Фисенко (14 лет, Новомосковск)     | «Живая вода»             | 36    | 1     |
| 05 | Алексей Забугин (13 лет, Новый Уренгой)  | «Рождённые под солнцем»  | 20    | 6     |
| 06 | Дуэт Friends (14 лет, Москва)            | «Держи меня за руку»     | 26    | 3     |
| 07 | Катя Манешина (11 лет, Коломна)          | «Любовь спасёт этот мир» | 19    | 7     |
| 08 | Мария Мирова (10 лет, Москва)            | «Падаем и взлетаем»      | 29    | 2     |
| 09 | Милана Павлова (12 лет, Казань)          | «Навсегда верю»          | 14    | 12    |
| 10 | Алиса Хилько (8 лет, Москва)             | «Головоломки»            | 16    | 10    |
| 11 | «Что скажут дети» (11 лет, Владивосток)  | «Бит Нашего Сердца»      | 15    | 11    |
| 12 | Маша Журавлёва (12 лет, Санкт-Петербург) | «Научу мечтать»          | 23    | 5     |
| 13 | «Жара» (10 лет, Новосибирск)             | «Папочка, купи гитару»   | 12    | 14    |
| 14 | Елизавета Кузнецова (11 лет, Рязань)     | «Приснилось»             | 14    | 12    |
| 15 | Милана Жарёхина (11 лет, Новокуйбышевск) | «Оглянитесь»             | 13    | 13    |
| 16 | Вилена Хикматуллина (11 лет, Казань)     | «Надо кружить»           | 17    | 9     |

## На Детском Евровидении
Конкурс комментировала Ольга Шелест, а баллы оглашал Михаил Смирнов, который представлял в прошлом году Россию на Детском Евровидении.
София Фисенко представила не одна, а с проектом «Живая Вода». В проект вошли ещё три участницы—Саша Абрамейцева, а также Кристина и Мадонна Абрамовы. На конкурсе они выступили под номером 4 после Албании и перед Мальтой. По итогу голосовании взрослого и детского жюри, а также голосов экспертов заняли 4 место, набрав 202 балла.

## Голосование

### Россия получила
| Баллы     | Голоса Экспертов | Голоса Взрослого жюри    | Голоса Детского жюри         |
| --------- | ---------------- | ------------------------ | ---------------------------- |
| 12 баллов | Jedward          | —                        | Сербия Македония             |
| 10 баллов | Гримстад         | —                        | Болгария Беларусь Нидерланды |
| 8 баллов  | —                | Македония                | Украина Ирландия             |
| 7 баллов  | Бьоркман         | Ирландия Польша Беларусь | Грузия                       |
| 6 баллов  | —                | Армения                  | Польша Италия Израиль        |
| 5 баллов  | —                | Сербия Израиль           | —                            |
| 4 балла   | —                | Кипр Албания Украина     | —                            |
| 3 балла   | —                | Грузия Нидерланды        | Армения Кипр                 |
| 2 балла   | —                | Австралия Италия         | Мальта                       |
| 1 балл    | —                | Болгария                 | —                            |

### Россия отдала
| Баллы     | Голоса Взрослого жюри | Голоса Детского жюри |
| --------- | --------------------- | -------------------- |
| 12 баллов | Беларусь              | Беларусь             |
| 10 баллов | Грузия                | Армения              |
| 8 баллов  | Нидерланды            | Мальта               |
| 7 баллов  | Армения               | Австралия            |
| 6 баллов  | Австралия             | Нидерланды           |
| 5 баллов  | Италия                | Кипр                 |
| 4 балла   | Польша                | Грузия               |
| 3 балла   | Мальта                | Болгария             |
| 2 балла   | Албания               | Италия               |
| 1 балл    | Ирландия              | Ирландия             |